# Gerard Parkes
Gerard Parkes (16 de octubre de 1924 - 19 de octubre de 2014) fue un actor canadiense nacido en Irlanda. Nació en Dublín y se mudó a Toronto en 1956. Es conocido por interpretar a "Doc" en la serie de televisión Fraggle Rock de la Canadian Broadcasting Corporation y al barman en la película The Boondock Saints y su secuela The Boondock Saints II: All Saints Day.

## Carrera
La carrera como actor de Parkes abarcó el cine, la radio, la televisión y el teatro. Parkes trabajó a menudo en la radio CBC, a partir de 1959, y pasó a la televisión y el cine, actuando en series tan diversas como la serie de aventuras ecológicas de la década de 1960 The Forest Rangers, el programa infantil The Littlest Hobo y la serie de detectives Cagney & Lacey.
En 1968, Parkes ganó el primer premio cinematográfico canadiense (entonces llamado Etrog y ahora conocido como Gemini) por su interpretación del tío Matthew en la película Isabel. Recibió el premio Andrew Allan en 1983 al mejor actor de radio y, en 1999, ganó el premio Dora Mavor Moore a la mejor interpretación en un papel destacado por Kilt . Interpretó a Wiff Roach en la adaptación televisiva de Mike Newell de 1976 de la obra teatral de David French Of the Fields, Lately.
Parkes interpretó a "Doc" en la versión norteamericana de Fraggle Rock. Cuando fue elegido para Fraggle Rock, Parkes estaba terminando un papel regular como otro tipo de "doc", interpretando al Dr. Arthur Lowe (sin relación con el actor inglés del mismo nombre) en la serie de televisión canadiense Home Fires. Después de Fraggle Rock, además de regresar como Doc en A Muppet Family Christmas, continuó trabajando en la televisión infantil, como actor invitado como el fotógrafo alcohólico Phil (junto a la titiritera de Sesame Park Nina Keogh) en la serie de marionetas de TVOntario Today's Special y apareciendo regularmente en Shining Time Station de PBS como el propietario de la tienda, Barton Winslow.
En 1988, hizo un cameo en la exitosa comedia Cortocircuito 2 como un sacerdote, y en 1989 apareció en The Last Winter como el abuelo del protagonista. En 1995 también interpretó al sacerdote de St Bart's en Nueva York en la película de las Olsen Twins It Takes Two.
En 1996, interpretó a Jonathan Swift en la película original de HBO Handel's Last Chance . En 1998, apareció en un episodio de Noddy de PBS, como Wally the Wanderer en "Noah's Leaving". Apareció con Willem Dafoe y Billy Connolly en The Boondock Saints (interpretando a un barman afectado por el síndrome de Tourette, también llamado "Doc"). Repitió el papel en The Boondock Saints II: All Saints Day.
Apareció en El liquidador (1991), estrenada en el Festival de Cine de Nueva York. En 1991, ganó el San Jorge de Plata Especial en el 17.º Festival Internacional de Cine de Moscú.
En 1993, el Festival Internacional de Cine de Toronto clasificó la película en el décimo lugar entre las 10 mejores películas canadienses de todos los tiempos.

## Muerte
Murió el 19 de octubre de 2014 en Toronto, Ontario, tres días después de cumplir 90 años.